# Nữ Anh

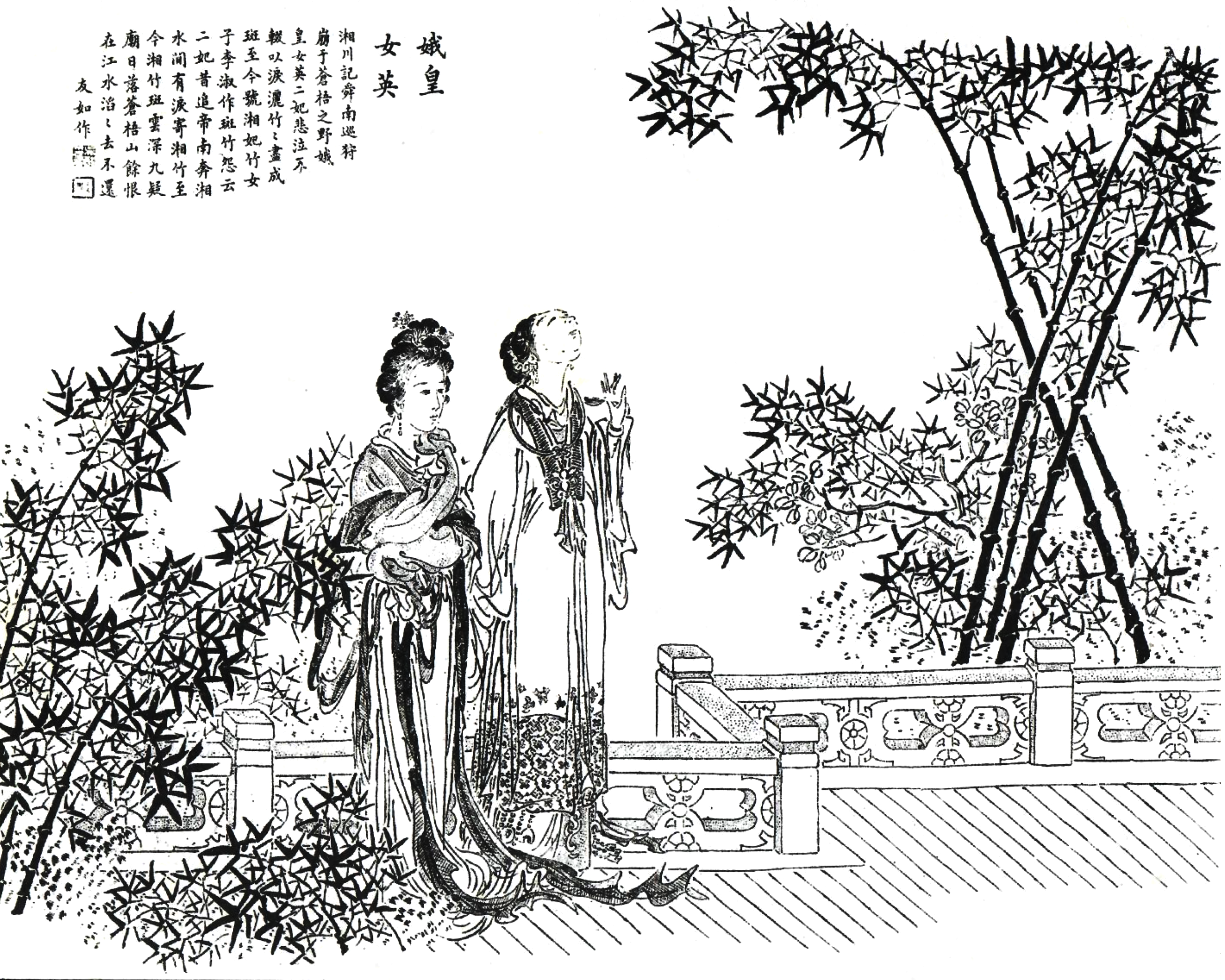
Nga Hoàng và Nữ Anh.

Nữ Anh (chữ Hán: 女英) là tên một nữ nhân vật huyền thoại sống vào thời kỳ Tam Hoàng Ngũ Đế trong lịch sử Trung Quốc. Theo ghi chép của nhiều thư tịch khác nhau thì bà là con gái thứ hai của đế Nghiêu và đồng thời cũng là thứ phi của đế Thuấn.

## Tiểu sử
Khi Đế Nghiêu về già, ông thấy các người con của mình mải mê tửu sắc nên có ý chọn người khác kế thừa ngôi vị của mình. Ông hỏi Tứ Nhạc - 4 vị đại thần thông tuệ trong triều và 4 người họ nói rằng thiên hạ bàn tán ca tụng công đức của Diêu Trọng Hoa, Đế Nghiêu chưa vội tin và ông đã quyết định thử thách người này. Trước tiên, ông cấp cho Diêu Trọng Hoa kho lương thực rồi gả một lúc 2 cô con gái là Nga Hoàng và Nữ Anh cho ông ta. Kết quả, vua Nghiêu không nhìn lầm người nên ông rất phấn khởi lập tức phong Diêu Trọng Hoa làm vua nước Hữu Ngu, rồi chẳng bao lâu đế Nghiêu thiện nhượng cho Diêu Trọng Hoa làm đế Thuấn thì Nga Hoàng chính thức trở thành mẫu nghi thiên hạ. Nga Hoàng là chị làm chính thất còn Nữ Anh là em thì làm thứ thiếp, tuy nhiên hai chị em không bao giờ cãi vã ăn ở đoàn kết đoan trang hiền thục nhường nhịn nhau từng cử chỉ hành động khiến người ngoài đều phải mến mộ.
Lúc Ngu Thuấn được thụ phong nước Hữu Ngu thì Nữ Anh làm thứ phi vẫn phụ giúp chị quản lý công việc mỗi khi chồng đi vắng, sau khi Ngu Thuấn lên ngôi thiên tử thường xuyên tuần du làm việc cùng với dân thì Nga Hoàng xử lý công việc triều chính, còn phần Nữ Anh đứng ra cai quản tam cung lục viện và giải quyết vấn đề hậu cần cho chồng mỗi lần xuất thành công cán.

## Cái chết
Vua Thuấn tại vị được 50 năm (có thuyết nói rằng 61 năm) thì thiện nhượng cho Hạ Vũ rồi dẫn 2 vợ đi khắp nhân gian dạy dân cày cấy và trực tiếp làm việc với dân chúng.
Lần ấy đến đất Thương Ngô, Thuấn bị cảm đột ngột rồi mất ở bên bờ sông Tương. Nga Hoàng và Nữ Anh lo an táng cho nhà vua xong rồi 2 bà ngồi bên mộ khóc suốt 7 ngày 7 đêm, nơi nước mắt 2 bà chảy ra mọc nên một giống trúc được thiên hạ gọi là Tương phi trúc (湘妃竹). Sau khi khóc than thì Nga Hoàng cùng Nữ Anh đều trầm mình xuống sông để tuẫn tiết theo chồng.